# Красный Посёлок (Крым)
Кра́сный Посёлок (укр. Красний Посьолок, крымскотат. Krasnıy Posölok, Красный Посёлок) — исчезнувшее село в Сакском районе Республики Крым, включённое в состав Червонного, сейчас — западная часть села.

## История
Впервые в доступных источниках поселение под названием Красный встречается на «Карте ЮБК 1924 года». Согласно Списку населённых пунктов Крымской АССР по Всесоюзной переписи 17 декабря 1926 года, в селе Красный Посёлок, Новодмитриевского сельсовета Евпаторийского района, числилось 10 дворов, из них 9 крестьянских, население составляло 49 человек, из них 43 русских, 5 украинцев и 1 немец. Постановлением Президиума КрымЦИКа «Об образовании новой административной территориальной сети Крымской АССР» от 26 января 1935 года был создан Сакский район и село включили в его состав.
В 1944 году, после освобождения Крыма от фашистов, 12 августа 1944 года было принято постановление № ГОКО-6372с «О переселении колхозников в районы Крыма», по которому в район из Курской и Тамбовской областей РСФСР в район переселялись 8100 колхозников, а в начале 1950-х годов последовала вторая волна переселенцев из различных областей Украины. С 25 июня 1946 года Красный Посёлок в составе Крымской области РСФСР, а 26 апреля 1954 года Крымская область была передана из состава РСФСР в состав УССР. К 1960 году Красный Посёлок был присоединён к селу Червонное, поскольку на эту дату селение в списках уже не значилось (согласно справочнику «Крымская область. Административно-территориальное деление на 1 января 1968 года» — в период с 1954 по 1968 год).